# NGC 4292
NGC 4292 је спирална галаксија у сазвежђу Девица која се налази на NGC листи објеката дубоког неба.
Деклинација објекта је + 4° 35' 46" а ректасцензија 12h 21m 16,4s. Привидна величина (магнитуда) објекта NGC 4292 износи 12,2 а фотографска магнитуда 13,2. NGC 4292 је још познат и под ознакама UGC 7404, MCG 1-32-16, CGCG 42-40, VCC 462, NPM1G +04.0344, PGC 39922.